# Kroniki Zorro
Kroniki Zorro (org. Les Chroniques de Zorro) – francuski serial animowany emitowany w latach 2015-2016 roku. Serial liczył 26 odcinków. Opowiada o przygodach słynnego banity imieniem Zorro.

## Obsada głosowa
- Valéry Schatz – Don Diego de la Vega / Zorro
- Sandra Lou – Inès de la Vega
- Karine Foviau – Carmen de Villalonga
- Patrice Dozier – Don Luis de Villalonga
- Stéphanie Hédin –
  - Doña Isabella Verdugo,
  - Maria
- Paul Borne – komendant Monasterio
- Pascal Casanova – sierżant Garcia
- Fabrice Fara –
  - kapral Gonzales,
  - Carlos
- Juan Llorca –
  - Huma,
  - Don Antonio Malapensa
- Michel Voletti – gubernator Don Esteban Parasol

## Wersja polska
Wersja polska: Studio Publishing
Reżyseria: Dobrosława Bałazy
Dialogi: Jacek Wolszczak
Dźwięk i montaż: Piotr Bielawski
Kierownictwo produkcji: Urszula Jankowska
Udział wzięli:
- Przemysław Wyszyński – Don Diego de la Vega / Zorro
- Aleksandra Radwan –
  - Inès de la Vega,
  - Babcia Tainah (odc. 17),
  - Rosa (odc. 24)
- Joanna Pach-Żbikowska –
  - Carmen de Villalonga (oprócz odc. 21),
  - Tishi (odc. 2, 6, 17, 25),
  - córka de la Cruzów (odc. 7)
- Mirosław Wieprzewski –
  - Don Luis de Villalonga,
  - La Rana,
  - jeden z żołnierzy (odc. 3, 13),
  - jeden z Indian (odc. 6),
  - woźnica (odc. 22)
- Agata Skórska –
  - Doña Isabella Verdugo,
  - Carmen de Villalonga (odc. 21)
- Wojciech Machnicki – Don Alejandro de la Vega
- Jacek Król – komendant Monasterio
- Wojciech Słupiński – sierżant Garcia
- Jacek Wolszczak – kapral Gonzales
- Monika Wierzbicka –
  - Maria,
  - Babcia Tainah (odc. 25)
- Hanna Kinder-Kiss –
  - Babcia Tainah,
  - Maria de la Cruz (odc. 7)
- Jarosław Domin –
  - Don Antonio Malapensa,
  - gubernator Don Esteban Parasol,
  - Carlos,
  - Dentysta (odc. 10, 12, 14-16, 18, 20-22),
  - Don Luis Verdugo (odc. 12, 15-16, 21-22, 24-26)
- Michał Podsiadło –
  - jeden z żołnierzy,
  - Antonio Ramirez,
  - Manuel de la Cruz (odc. 7, 17, 19),
  - Huma (odc. 11, 13, 21),
  - Sisquak (odc. 14, 23),
  - Don Pedro (odc. 19),
  - Ching (odc. 20),
  - Don Alejandro de la Vega (w jednej scenie odc. 24),
  - porucznik Ignacjo Toledano (odc. 25-26)
- Mikołaj Klimek – Don Rodrigo Malapensa
- Tomasz Błasiak

i inni
Wykonanie piosenki: Adam Krylik
Lektor: Maciej Gudowski